# Trattato sulla messa al bando totale degli esperimenti nucleari
Il trattato sulla messa al bando totale degli esperimenti nucleari (in inglese: Comprehensive Nuclear-Test-Ban Treaty - CTBT) è un trattato internazionale che proibisce i test nucleari in qualsiasi ambiente. Il testo del CTBT è stato elaborato tra 1993 e 1996 in seno alla Conferenza del disarmo. È stato adottato dall'Assemblea generale delle Nazioni Unite il 10 settembre 1996, ma a giugno 2018 non è ancora entrato in vigore, per mancanza del numero minimo di ratifiche previsto dal trattato stesso. Costituisce un'evoluzione del Partial Test Ban Treaty (trattato di bando parziale dei test nucleari) del 1963, il quale aveva permesso che i test continuassero nel sottosuolo. Quest'ultimo vietava i test nucleari sottomarini, nell'atmosfera e nello spazio esterno. Il trattato CTBT prevede l'istituzione di un'organizzazione internazionale (CTBT Organization) che gestisca la rete di monitoraggio internazionale (IMS - International Monitoring System) e conduca eventuali ispezioni in sito (OSI - On-Site Inspections) per verificare il rispetto del trattato. Poiché il trattato non è in vigore, tale organizzazione è attualmente in operatività cosiddetta "provvisoria" (provisional). Essa ha il nome di Segretariato Tecnico Provvisorio (PTS - Provisional Technical Secretariat) con sede a Vienna, che si avvale di 260 impiegati da 70 Paesi, costruisce il regime di verifica in modo che esso sia operativo quando il trattato entrerà in vigore.
Dal 2000, la CTBTO pubblica un report annuale delle proprie attività, liberamente consultabile nel sito.

## Premesse
Dopo la firma del bando parziale ai test nucleari, Stati Uniti d'America, Unione Sovietica, Regno Unito (ed altri Stati) hanno continuato a testare e migliorare le loro armi nucleari utilizzando test compiuti nel sottosuolo. 
Nonostante il confinamento di questi test avesse fatto passare in secondo piano le preoccupazioni di tipo ambientale che avevano portato al PTBT, la pressione internazionale verso un bando totale ha continuato a crescere in tutti gli anni settanta e ottanta del XX secolo.
Le motivazioni a favore di un bando totale ai test nucleari possono essere così sintetizzate:
- renderebbe impossibile testare nuove armi nucleari, "congelando" così lo stato di avanzamento tecnologico degli arsenali nucleari e impedendo a nuovi Stati di acquisire questo tipo di arma;
- farebbe diminuire l'affidabilità degli arsenali esistenti, mantenuta anche grazie a periodiche esplosioni di test.

Va tenuto presente, che con il recente sviluppo delle tecnologie informatiche, è possibile sviluppare nuovi progetti di arma nucleare partendo da simulazioni computerizzate, facendo così diminuire la necessità di compiere test sul campo. Questa possibilità, tuttavia, è limitata a quelle potenze che possono disporre di supercomputer.

## Processo di ratifica
Il trattato è stato adottato dall'Assemblea generale delle Nazioni Unite il 10 settembre 1996 e fu firmato da 71 stati, compresi cinque degli otto Paesi a quel tempo in grado di sviluppare armi nucleari. Al dicembre 2011 è stato ratificato da 155 stati, 27 paesi firmatari non l'hanno ancora ratificato.
Per l'entrata in vigore è necessaria la ratifica da parte dei 44 stati elencati nell'Allegato 2 del trattato, cioè quei paesi che parteciparono formalmente nel 1996 alla Conferenza sul Disarmo e che possedevano a quella data tecnologia nucleare. Di questi, cinque paesi non hanno ancora ratificato il trattato: Cina, Egitto, Iran, Israele e Stati Uniti; tre non hanno invece mai firmato: Corea del Nord, India e Pakistan.
Il 2 novembre 2023 Putin firma la legge che revoca la ratifica russa del trattato.